# Hoplisoma triseriatus
Hoplisoma triseriatus es una especie de pez siluriforme de agua dulce del género Hoplisoma. Se distribuye en aguas templado-cálidas y cálidas del centro-este de Sudamérica.

## Taxonomía
Hoplisoma triseriatus fue descrito originalmente en el año 1911 por el zoólogo y paleontólogo alemán, nacionalizado brasileño, Hermann von Ihering, haciéndolo como una subespecie de Corydoras nattereri, es decir: Corydoras nattereri triseriatus.
Localidad tipo
La localidad tipo referida es: “río Doce, estado de Espírito Santo, Brasil”.
Tipo nomenclatura
El tipo nomenclatural fue designado en el año 1969 por Heraldo A. Britski, siendo el lectotipo el catalogado como: MZUSP 342; mide 33,8 mm.

### Historia taxonómica, relaciones filogenéticas y características
Hermann von Ihering describió en 1911 a este taxón como Corydoras nattereri triseriatus, sobre la base de varios ejemplares colectados en el río Doce, estado de Espírito Santo, Brasil. Dos años después, Ellis propuso elevar a la entonces subespecie al rango de especie válida, sin embargo, autores posteriores la trataron como un sinónimo más moderno de Corydoras nattereri.
En 2013, en su tesis, Vera-Alcaraz estudió toda la familia Callichthyidae abordando de manera total la evidencia disponible mediante análisis filogenéticos, empleando metodología cladística. Además, estudió de manera particular la taxonomía y variabilidad críptica de lo que se conocía como Corydoras nattereri (Steindachner, 1876). El resultado de ese estudio, basado en el análisis filogenético, estudios morfológicos -externos e internos-, análisis morfométricos y merísticos, y análisis de la distancia genética presente en distintas poblaciones muestreadas, permitió considerar como una especie válida (desde la sinonimia de Corydoras nattereri) a Corydoras triseriatus. Así mismo, ambas pasaron a ser reubicadas en el género Hoplisoma, el que fue resucitado de la sinonimia de Corydoras.
Hoplisoma triseriatus pertenece al clado “H. paleatus”; dentro de este, H. triseriatus resultó ser hermano de Hoplisoma ehrhardti.
Hoplisoma triseriatus se caracteriza por su patrón cromático abigarrado (variegado), consistente en una banda lateral, vermiculaciones en la cabeza y placas dorso-laterales, una marca alargada en la parte posterior de las placas ventro-lateral y bandas transversales en las aletas dorsal y caudal. Además, numerosas diferencias morfológicas la distinguen de H. nattereri y de las restantes especies del grupo “H. paleatus”.

## Distribución geográfica
Hoplisoma triseriatus es endémica de los estados de Bahía y Espírito Santo, en el centro-este del Brasil.
Habita en las cuencas costeras atlánticas desde la parte sur de Bahía, en los alrededores de Santa Cruz Cabrália, hasta la zona de Vitória, Espírito Santo.
Fue colectada en los ríos: João de Tiba, Jucuruçu, Itanhém, Mucuri, Itaúnas, Barra Seca, Doce y Santa Maria.